# Sciara hebes
Sciara hebes là một ruồi trong họ Sciaridae, thuộc chi Sciara. Loài này được Loew miêu tả khoa học đầu tiên năm 1869.